# Harris Savides
Harry Savides (Nova Iorque, 28 de setembro de 1957 — Manhattan, 9 de setembro de 2012) foi um diretor de fotografia norte-americano.

## Filmografia
| Ano  | Filme                 | Diretor         |
| ---- | --------------------- | --------------- |
| 1992 | Lake Consequence      | Rafael Eisenman |
| 1996 | Heaven's Prisoners    | Phil Joanou     |
| 1997 | The Game              | David Fincher   |
| 1998 | Illuminata            | John Turturro   |
| 2000 | Finding Forrester     | Gus Van Sant    |
| 2000 | The Yards             | James Gray      |
| 2002 | Gerry                 | Gus Van Sant    |
| 2003 | Elephant              | Gus Van Sant    |
| 2004 | Birth                 | Jonathan Glazer |
| 2005 | Last Days             | Gus Van Sant    |
| 2007 | American Gangster     | Ridley Scott    |
| 2007 | Margot at the Wedding | Noah Baumbach   |
| 2007 | Zodiac                | David Fincher   |
| 2008 | Milk                  | Gus Van Sant    |
| 2009 | Whatever Works        | Woody Allen     |
| 2010 | Greenberg             | Noah Baumbach   |
| 2010 | Somewhere             | Sofia Coppola   |
| 2011 | Restless              | Gus Van Sant    |
| 2013 | The Bling Ring        | Sofia Coppola   |